# Lo Tufello
Lo Tufello és una muntanya de 2.052 metres que es troba al municipi d'Alins, a la comarca del Pallars Sobirà.